# DJ Q-Cee
DJ Q-Cee (valódi neve ismeretlen) magyar DJ, beatboxer és lemezlejátszó játékos, aki a 90-es évek közepe óta az underground hiphopszcéna meghatározó alakja Magyarországon. Az egyik legrégebben aktív scratch DJ az országban, és a lemezlejátszó játékos kultúra egyik úttörője. 1995 óta zenél aktívan, és számos magyar és nemzetközi zenei fesztiválon, illetve versenyen vett részt.

## Karrier
DJ Q-Cee a 90-es évek közepén kezdte pályafutását, amikor a hiphopkultúra és a DJ-zés Magyarországon még gyerekcipőben járt. Hamar kitűnt kivételes scratch-technikájával és beatboxtudásával, amely gyorsan népszerűvé tette az underground hiphopközösségen belül.

### Vinyl Warriors
A Vinyl Warriors csapat 1996-ban alakult meg, tagjai Dj Q-Cee és DJ Dugo.
DJ Q-Cee az évek során számos zenei projektben és együttműködésben vett részt, de legismertebb a Random Trip formációban való tagságáról, ahol heti rendszerességgel felel a beatbox, scratch és after bulikért. Emellett a Tilos Rádió "Street Skillz" című műsorának műsorvezetője, amelyben a hiphopkultúra különböző aspektusait mutatja be a hallgatóknak.

### Karcosok Klubja
DJ Q-Cee a scratch DJ-zés oktatására is nagy hangsúlyt fektet. A Karcosok Klubja néven ismert workshopok révén rendszeresen szervez tanfolyamokat, ahol a résztvevők elsajátíthatják a scratch műfaj csínját-bínját. Ezek a workshopok népszerűek mind az amatőr, mind a profi DJ-k körében, és jelentős szerepet játszanak a turntablism műfaj magyarországi fejlődésében.

## Zenei stílus és hatás
Zenei stílusa a klasszikus hiphopelemek és a modern hangzásvilág ötvözete. Scratch-technikája és élő előadásai energikusak és precízek, amelyeket komplex ritmusok és kreatív mixelés jellemez. Zenéje egyaránt tartalmaz groove-os ütemeket és erőteljes, nyers energiát, amelyek mélyen megérintik a hallgatókat. Szövegeiben gyakran foglalkozik társadalmi kérdésekkel, önreflexióval és a kortárs élet kihívásaival.

## Díjak és elismerések
Számos elismerésben részesült mind hazai, mind nemzetközi szinten, és több zenei versenyen is megmérettette magát. Munkássága és stílusa nagy hatással volt a magyar hiphop- és turntablism-kultúrára, és több generáció DJ-t inspirált.

## Magánélet
Életét teljes mértékben a zene és az underground kultúra köré építette. Amikor éppen nem turnézik a Random Trippel vagy Saiiddal, vagy nem tart workshopokat, az interneten keresztül élő adásokban mutatja be DJ-tudását, vagy különböző partikon lép fel országszerte.